# Campeonato Chileno de Futebol de 1974 - Segunda Divisão
O Campeonato Chileno de Futebol de Segunda Divisão de 1974 foi a 23ª edição do campeonato do futebol do Chile, segunda divisão, no formato "Primera B". Na primeira fase, em turno e returno os 16 clubes jogam todos contra todos em dois grupos - metade na Zona Norte e metade na Zona Sul. Na Segunda Fase, os três melhores de cada grupo iriam para o grupo de Ascenso e o último de cada grupo iria para uma partida, onde o perdedor era rebaixado. O Campeão e o vice são promovidos para o Campeonato Chileno de Futebol de 1975. O perdedor do jogo entre os últimos colocados dos grupos iria para as Associações de Origem de Futebol do Chile - nível local.

## Participantes
| Equipe                                        | Cidade           | Região                           | No ano anterior                                      | Estádio                                               | Capacidade | Títulos        | Participações |
| --------------------------------------------- | ---------------- | -------------------------------- | ---------------------------------------------------- | ----------------------------------------------------- | ---------- | -------------- | ------------- |
| Deportes Iberia                               | Los Ángeles      | Região de Bío-Bío                | Décimo Terceiro Lugar                                | Estádio Municipal de Los Ángeles                      | 5.000      | 0 (não possui) | 20            |
| Club de Deportes Ñublense                     | Chillán          | Região de Bío-Bío                | Vice Campeão                                         | Estádio Bicentenário Municipal Nelson Oyarzún         | 12.000     | 0 (não possui) | 15            |
| Deportes Linares                              | Linares          | Região de Maule                  | Oitavo Lugar                                         | Estádio Fiscal de Linares                             | 7.000      | 0 (não possui) | 14            |
| Club Social y Deportivo San Antonio Unido     | San Antonio      | Região de Valparaíso             | Nono Lugar                                           | Estádio Municipal Doctor Olegario Henríquez Escalante | 2.000      | 0 (não possui) | 13            |
| Club de Deportes Coquimbo Unido               | Coquimbo         | Região de Coquimbo               | Sexto Lugar                                          | Estádio La Pampilla                                   | ---        | 1 (1962)       | 13            |
| Ferroviarios de Chile                         | Estación Central | Região Metropolitana de Santiago | Décimo Segundo Lugar                                 | Estádio Ferroviário Hugo Arqueros Rodríguez           | 30.000     | 0 (não possui) | 6             |
| Club Deportivo San Luis                       | Quillota         | Região de Valparaíso             | Décimo Lugar                                         | Estádio Municipal Lucio Fariña Fernández              | 7.500      | 2 (1955, 1958) | 11            |
| Club de Deportes Ovalle                       | Ovalle           | Província de Coquimbo            | Quinto Lugar                                         | Estádio Municipal de Ovalle                           | 8.000      | 0 (não possui) | 11            |
| Corporación Club de Deportes Santiago Morning | Independencia    | Região Metropolitana de Santiago | Quarto Lugar                                         | Estádio Santa Laura                                   | 22.375     | 1 (1959)       | 8             |
| Club Deportivo Independiente de Cauquenes     | Cauquenes        | Região de Maule                  | Décimo Primeiro Lugar                                | Estádio Fiscal Manuel Moya Medel                      | 10.000     | 0 (não possui) | 4             |
| Audax Club Sportivo Italiano                  | La Florida       | Região Metropolitana de Santiago | Sétimo Lugar                                         | Estádio Santa Laura                                   | 22.375     | 0 (não possui) | 3             |
| Corporación Deportiva Everton de Viña del Mar | Viña del Mar     | Região de Valparaíso             | Terceiro Lugar                                       | Estádio Sausalito                                     | 25.000     | 0 (não possui) | 2             |
| Club Provincial Curicó Unido                  | Curicó           | Região de Maule                  | Acesso via Associações de Origem de Futebol do Chile | Estádio La Granja                                     | 8.000      | 0 (não possui) | 1             |
| Club Deportivo Trasandino de Los Andes        | Los Andes        | Região de Valparaíso             | Acesso via Associações de Origem de Futebol do Chile | Estádio Regional de Los Andes                         | 2.500      | 0 (não possui) | 19            |
| Club de Deportes Malleco Unido                | Angol            | Região de Araucanía              | Acesso via Associações de Origem de Futebol do Chile | Estádio Municipal Alberto Larraguibel Morales         | 4.000      | 0 (não possui) | 1             |
| Club Deportivo Universidad Católica           | Las Condes       | Província de Santiago            | Rebaixado do Campeonato Chileno de Futebol de 1973   | Estádio Independência                                 | 13.500     | 1 (1956)       | 1             |

## Campeão
| Campeão Chileno Segunda Divisão 1974                                              |
| --------------------------------------------------------------------------------- |
| Corporación Club de Deportes Santiago Morning (Independencia) (2º título) Campeão |